# Susan Hallowell

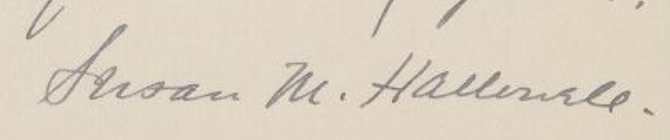
Unterschrift von Susan M. Hallowell

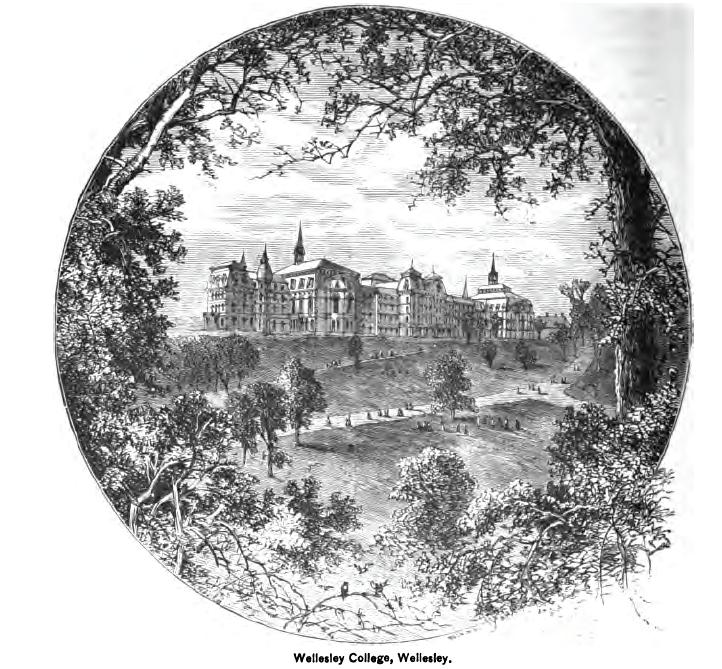
Wellesley College (1881)

Susan Maria Hallowell (* 25. August 1835 in Bangor (Maine); † 15. Dezember 1911) war eine US-amerikanische Botanikerin und Hochschullehrerin. Sie war die erste Frau, die in den botanischen Vorlesungen und Laboren der Humboldt-Universität zu Berlin aufgenommen wurde.

## Leben und Werk
Hallowell absolvierte das Colby College und unterrichtete mehr als 20 Jahre an der Bangor High School. Sie bildete sich in ihrer Freizeit fort und um ihr Wissen zu erweitern, arbeitete sie in den Bostoner Laboren des renommierten Botanikers Asa Gray und des Naturforschers Louis Agassiz.
Henry Durant, der Gründer des Wellesley College, wurde durch ihre Forschungen in den Laboren von Gray und von Agassiz auf sie aufmerksam und ernannte sie 1875 zur Lehrstuhlinhaberin für Naturgeschichte. Sie teilte die Abteilung in Zoologie und Botanik auf und war die erste Professorin für Botanik am Wellesley College. Als Durant den britischen Botaniker Sir Joseph Dalton Hooker auf dessen Reise durch die Vereinigten Staaten in die Labore und Klassenräume des Colleges einlud, lobte dieser die Laborforschung von Hallowell und deren Studentinnen. Hooker berichtete, dass die Botanikstudenten in England Aquarellmalerei lernten, woraufhin Hallowell ihre Botanikstudentinnen im ersten Studienjahr zu einer wöchentlichen Aquarellstunde im College sandte, um deren Beobachtungsgabe zu schulen. Für weitere Studien reiste sie nach Europa, wo derzeit die Universitäten für Frauen nicht zugänglich waren. Sie bat an der Humboldt-Universität zu Berlin um Erlaubnis und durfte als erste Frau dort die botanischen Vorlesungen und Labore der Universität besuchen.
Sie lehrte für mehr als 25 Jahre am Wellesley College, baute eine botanische Bibliothek auf und war Mitglied der Torrey Botanical Society, die maßgeblich zur Gründung des New York Botanical Garden beitrug.
1891 lud sie ihre Schülerin Margaret Clay Ferguson ein, gab ihr 1893 eine Stelle als Ausbilderin und ernannte sie 1894 zur Leiterin der Botanikabteilung. 1902 zog sie sich als emeritierte Professorin für Botanik am Wellesley College zurück.